# Ialînivka, Cerneahiv
Ialînivka (în ucraineană Ялинівка) este un sat în comuna Vilsk din raionul Cerneahiv, regiunea Jîtomîr, Ucraina.

## Demografie
Componența lingvistică a localității Ialînivka
     Ucraineană (100%)
Conform recensământului din 2001, toată populația localității Ialînivka era vorbitoare de ucraineană (100%).